# Ведмедиця сільська
Ведмедиця сільська (Arctia villica) — вид метеликів підродини ведмедиць (Arctiinae) родини еребід (Erebidae).

## Поширення
Вид поширений у більшій частині Європи (за винятком північних регіонів), Північній Африці, Анатолії, південно-західній Азії, західному та північному Ірані, Індії та Західному Сибіру. В Україні трапляється зрідка по всій території, крім високогір'я Карпат. Населяє ліси, ділянки з чагарниками та живоплотами та сонячні відкриті трав'янисті ділянки.

## Опис
Розмах крил 50-65 мм. Довжина переднього крила 25-30 мм. Забарвлення верхньої сторони крил чорно-біле з неправильним звивистим малюнком, що відрізняється великою мінливістю. Верхня сторона задніх крил жовта із чорними плямами. Голова та груди темні, червонувато-коричневі, черевце червоне, з чорними крапками по центру. Метеликам властивий поліморфізм.

## Спосіб життя
Метелики літають у червні-липні. Вони ведуть нічний спосіб життя, але самиці літають і вдень. Гусениці — поліфаги; пошкоджують яблуню, грушу, малину, суницю, ожину, зірочник, деревій, трапляються на інших трав'янистих і чагарникових рослинах. Вони з'являються наприкінці червня — на початку липня і виростають приблизно до 10-12 мм завдовжки, потім у них настає літня діапауза, за якої вони взагалі не живляться. У вересня вони знову починають прийом їжі і виростають до 20 мм. Зимують гусениці, але відносно чутливі до морозів. У квітні-травні вонизаляльковуються на землі, вкрившись біло-сірою павутиною.

## Підвиди
- Arctia villica confluens (Romanoff, 1884)
- Arctia villica villica (Linnaeus, 1758)
- Arctia villica angelica (Boisduval, 1829)
- Arctia villica fulminans (Staudinger, 1871)
- Arctia villica marchandi (de Freina, 1983)[2]